# Legió I Iovia
La Legió I Iovia (Primera legió «jupiterina» és a dir, dedicada a Júpiter) va ser una legió romana, creada per l'emperador Dioclecià (284-305), possiblement juntament amb la Legió II Herculia per protegir la província d'Escítia Menor, acabada de crear. El cognom d'aquesta legió prové de l'atribut de Dioclecià Iovianus, "«similar a Júpiter»".
Segons la Notitia Dignitatum, al començament del segle v, la legió I Iovia encara estava estacionada al seu campament al Danubi.